# العرف (تعز)
العرف هي إحدى قرى جمهورية اليمن. وهي تتبع جغرافيًا لمحافظة تعز. وإداريًا لمديرية مقبنة. يبلغ تعداد سكانها 2703 نسمة حسب الإحصاء الذي جرى عام 2004.